# Mal, Caraș-Severin
Mal este un sat ce aparține orașului Oțelu Roșu din județul Caraș-Severin, Banat, România.
Satul este așezat pe o terasă, la confluența râurilor Bistra si Bistra Mărului, la 2 km sud de Oțelu Roșu și poartă acest nume cu înțelesul de „loc la marginea apei”. 

## Legături externe

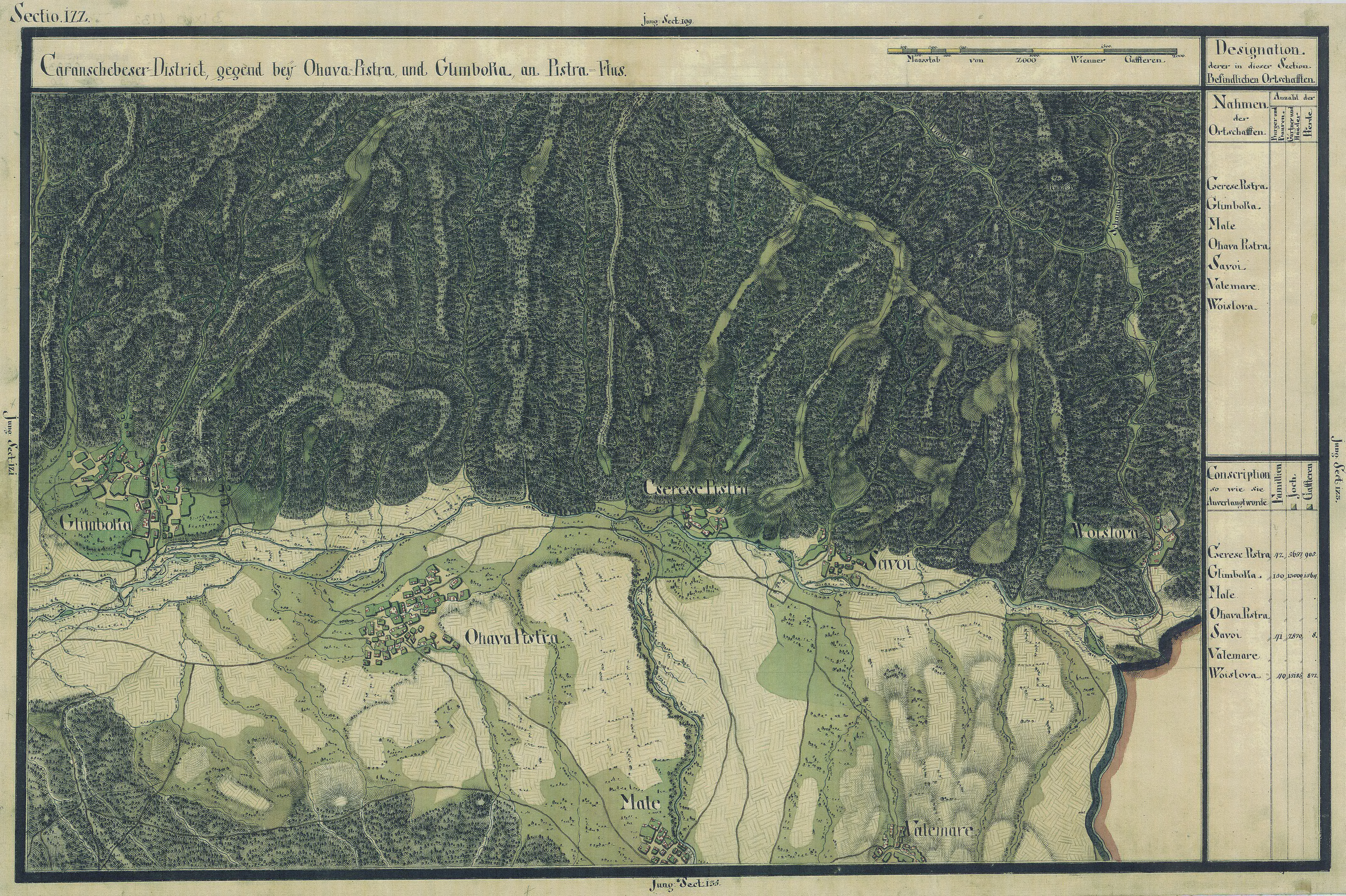
Mal în Harta Iosefină a Banatului, 1769-72